# Jugendsinfonieorchester der Tonhalle Düsseldorf

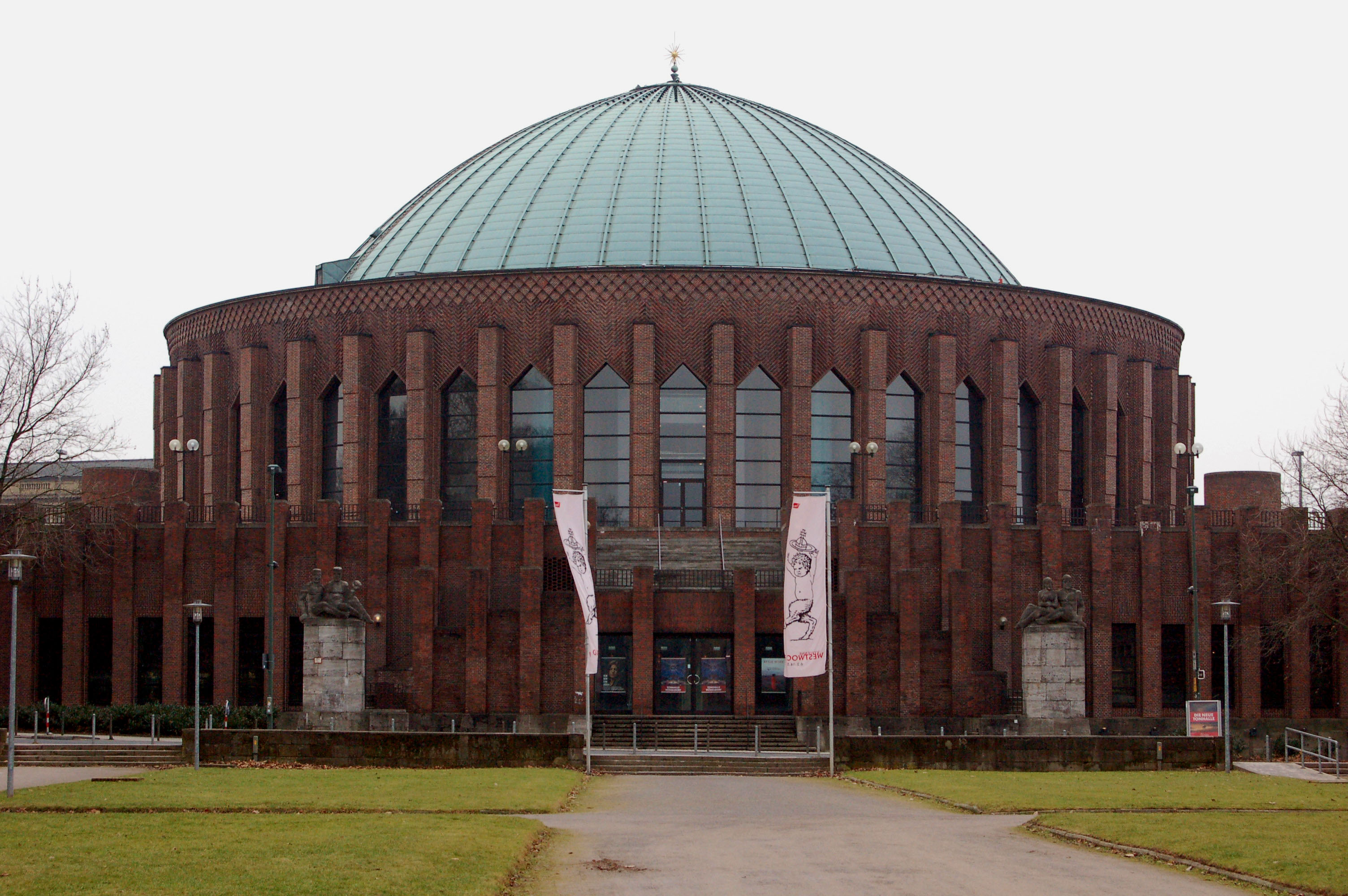
Die Tonhalle Düsseldorf

Das Jugendsinfonieorchester (JSO) der Tonhalle Düsseldorf wurde 1967, als eines der ersten Jugendsinfonieorchester überhaupt, an der Clara-Schumann-Musikschule gegründet. Seit 2007/2008 spielt es für die Tonhalle. Im Orchester musizieren zwischen 70 und 90 junge Musiker und Musikerinnen zwischen 14 und 24 Jahren aus Düsseldorf und dem Umland. Unter ihnen sind zahlreiche Preisträger und etliche Bundessieger des Wettbewerbs Jugend musiziert. 
Das Orchester probt wöchentlich in den Räumlichkeiten der Tonhalle oder dem Musikbunker ("Olymp") in Lierenfeld.

## Auszeichnungen
Im Jahr 1991 gewann das JSO beim 3. Orchesterwettbewerb des Landesmusikrats NRW den 1. Preis.
Ein Jahr später nahm es am Bundeswettbewerb in Goslar teil, wo es mit einem Sonderpreis für die beste Interpretation eines zeitgenössischen Werkes ausgezeichnet wurde.

## Konzerte
Die Konzerte des JSO finden regelmäßig in der Tonhalle statt (zwei bis drei Konzerte pro Jahr). Zu ihnen kommen knapp 2.000 Zuhörer.
Das Repertoire des Orchesters umfasst gleichermaßen große Symphonien (5. Beethoven, 4. Bruckner, 2. Schumann, 1. Mahler, Oratorien/Passionen) wie neue Musik, an die die jungen Musiker durch ihren Dirigenten herangeführt werden. Das JSO zeichnet sich besonders durch ausgefallene Konzertformate und Programme aus. Auch Solokonzerte gehören zum Repertoire des jungen Orchesters, zum Beispiel das Cellokonzert von Edward Elgar, sowie die Violinkonzerte von Tschaikowski, Schostakowitsch und Beethoven. 

## Unterstützung
Seit Mai 2006 erhält das JSO großzügige Unterstützung durch den gemeinnützigen Freundeskreis JSO e.V. 
Außerdem wird es in den Proben von den Düsseldorfer Symphonikern unterstützt.

## Leitung
Der Leiter und Dirigent zugleich ist György Mészáros. Damit löst er die langjährige Leitung Ernst von Marschall ab. Er folgte im Jahr 1989 auf Viktor Arnolds, der zuvor Dirigent war.

## Reisen
Das JSO hat schon viele Reisen in Länder wie z. B. Israel, die USA, Spanien, Polen, England und Österreich unternommen. Neuere Tourneen führen es nach Italien, China und Japan. Die letzte Reise war eine Konzertreise in Norditalien 2023 (Rovigo, Padua und Venedig).
Eine langjährige Partnerschaft verbindet das Orchester mit Frankreich und Buchenbach. Dort musizieren die Jugendlichen mit anderen Orchestern und spielen in vielen verschiedenen Städten.
Einige dieser Orchester kommen auch zu Gast nach Deutschland.